# Gamay de Bouze
Gamay de Bouze ist Rotweinsorte aus Frankreich, die als Färbertraube dient. Ihre Abstammung ist unbekannt. Ab 1823 vermarktete Caumartin die Sorte von Russilly aus zuerst in der näheren Umgebung im Département Saône-et-Loire und bald in der Weinbauregion Loire sowie in der Côte Chalonnaise im Burgund. Obwohl dort noch nahezu überall zugelassen, wurden im Jahr 2007 nur noch 232 Hektar bestockter Rebfläche erhoben (Quelle ONIVINS). Neue Rebflächen werden praktisch nicht mehr angelegt.
Die spätreifende Sorte ist nur unwesentlich ertragsstärker als ein gewöhnlicher Gamay. Die Deckkraft der Rotfärbung liegt ca. 1,3 mal höher als bei der Rebsorte Cinsault. Zum Anbau sind die Klone 223 und 431 zugelassen. Durch Mutation gingen aus ihr die Sorten Gamay de Chaudenay und Gamay Fréaux hervor.

## Ampelographische Sortenmerkmale
In der Ampelographie wird der Habitus folgendermaßen beschrieben:
- Die Triebspitze ist offen. Sie ist leicht wollig behaart mit karminrotem Anflug. Die bronzefarbenen bis roten Jungblätter sind nur spinnwebig behaart und sind stark glänzend.
- Die kleinen Blätter sind dreilappig und schwach gebuchtet. Die Stielbucht ist lyrenförmig offen. Das Blatt ist stumpf gezahnt. Die Zähne sind im Vergleich der Rebsorten mittelweit gesetzt. Im Herbst verfärbt sich das Laub rötlich. Die Blattoberfläche (auch Blattspreite genannt) ist blasig derb.
- Die walzenförmige Traube ist mittelgroß. Die ovalen Beeren sind klein und von blauschwarzer Farbe. Der Saft der Beeren ist leicht rötlich gefärbt.

Die früh austreibende Rebsorte reift ca. 5 Tage nach dem Gutedel und ist somit innerhalb der roten Rebsorten sehr früh reifend, so dass sie in verhältnismäßig kühlen Lagen ausreifen kann. Der Ertrag ist hoch. Die Sorte ist winterhart aber sie ist durch ihren frühen Austrieb spätfrostgefährdet.

## Synonyme
Gamay de Bouze ist auch unter den Synonymen Gamay Mourot, Gamay teinturier de Bouze, Mouraud, Moureau, Mourot, Mourot de Russilly, Petit mourot, Plant de Bouze, Plant rouge de Bouze, Rosso di Bouze, Rosso di Couchy, Rouge de Bouze und Rouge de Couchey bekannt.
Die Abstammung ist unbekannt.